# Mary Cullen
Mary Cullen (Irlanda, 17 de agosto de 1982) es una atleta irlandesa especializada en la prueba de 3000 m, en la que consiguió ser medallista de bronce europea en pista cubierta en 2009.

## Carrera deportiva
En el Campeonato Europeo de Atletismo en Pista Cubierta de 2009 ganó la medalla de bronce en los 3000 metros, con un tiempo de 8:48.47 segundos, tras la turca Alemitu Bekele (oro con 8:46.50 segundos que fue récord nacional turco) y la portuguesa Sara Moreira.